# Inés de Suárez

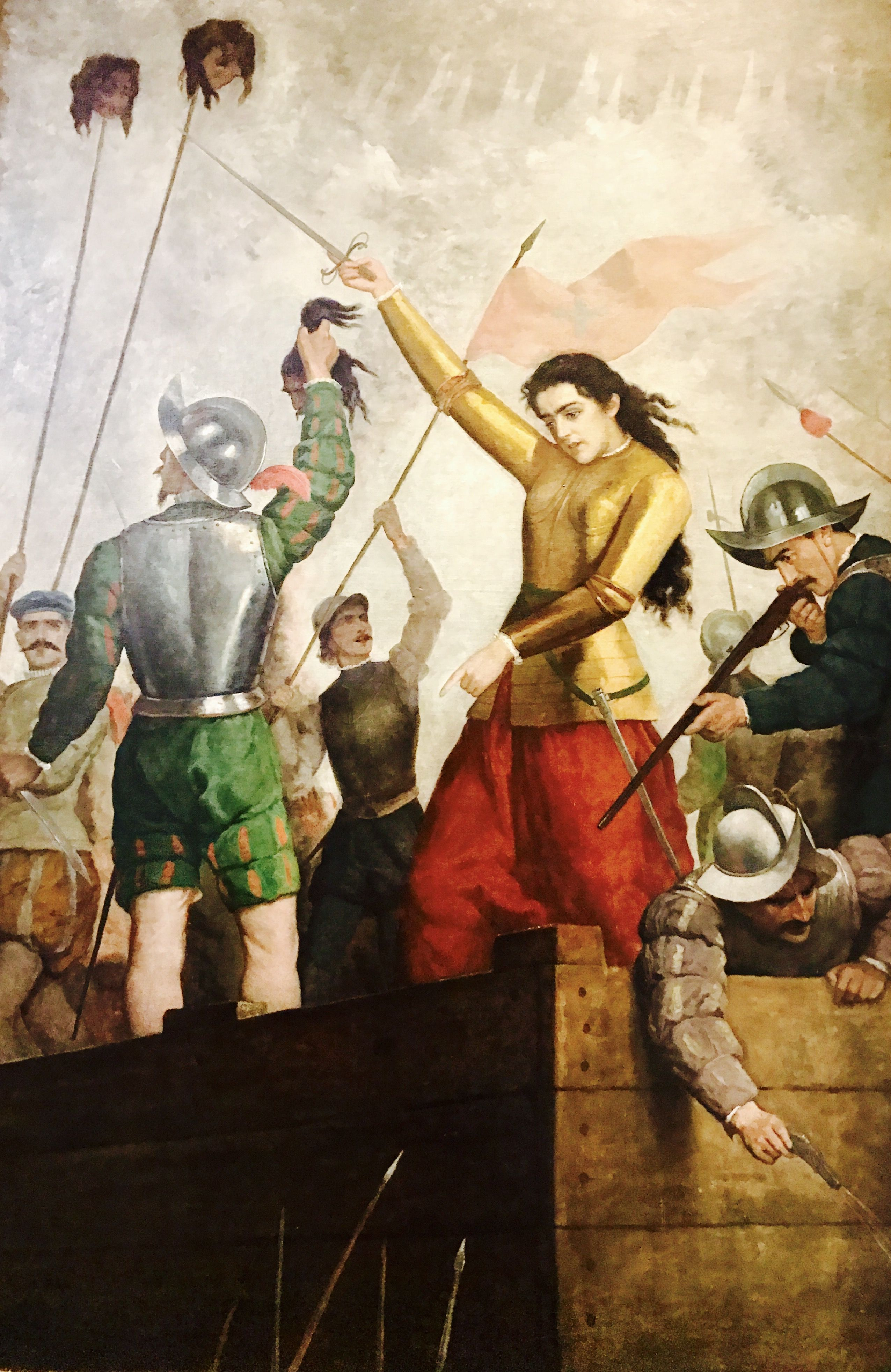
Ines Suárez

Inés de Suárez hay còn gọi là Ines Suárez, (1507-1580) là một nhà Chinh phục thuộc địa người Tây Ban Nha (nữ Conquistador) đồng thời là tình nhân của Pedro de Valdivia, cô đã cùng Valdivia tham gia vào các cuộc thám hiểm và chinh phục vùng đất Chile. Vào năm 1541, cô đã chỉ huy lực lượng Tây Ban Nha bảo vệ thành công thành thị Santiago trước một cuộc tấn công của người Mapuche. Cuối cùng cô đã kết hôn với Rodrigo de Quiroga, Thống đốc Hoàng gia Chile.

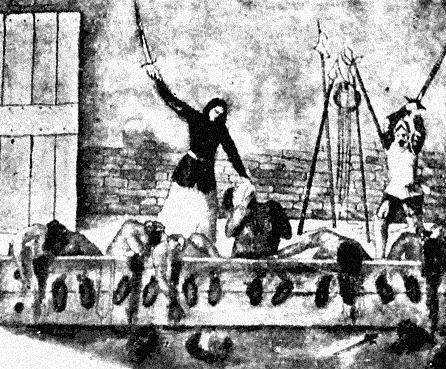
Inés de Suárez đang chém giết